# الحرس الروسي

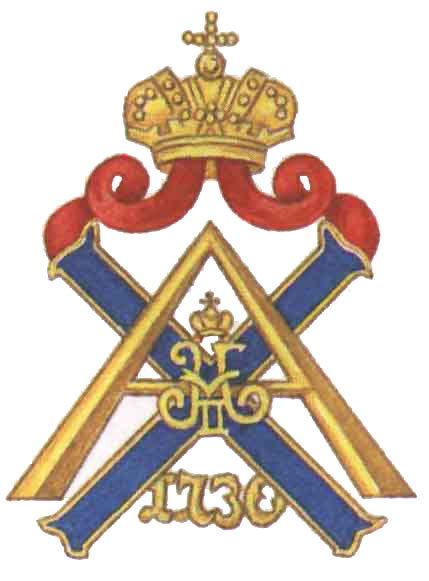
شارة فوج الحرس الإمبراطوري الروسي فوج إسماعيلوفسكي.

الحرس (الروسية: гвардия) أو وحدات الحرس (الروسية: гвардейские части) كانت وحدة عسكرية تتكون من نخبة مختارة بعناية من أفضل الجنود في الإمبراطورية الروسية قبل الثورة أي قبل 1917-18. 
تم تعيين وحدات بمسمى الحرس لاحقًا  لتشكيلات عسكرية مختلفة في الاتحاد السوفييتي والاتحاد الروسي الحديث. 
تم إنشاء هذه الوحدات أول مرة في عهد الزعيم دروزينا في القرون الوسطى والذي كان من خقانات الروس. لاحقاً تأسست وحدات مشابهة في دوقية موسكو الكبرى, وأصبح يتم انتقاء هذه الوحدات من قوات ستريليتس التي شكلها إيفان الرهيب بحلول عام 1550. اختلف المعنى الدقيق لمصطلح «الحرس» بمرور الوقت.

## الحرس الإمبراطوري الروسي
في الإمبراطورية الروسية، وحدات الحرس الروسي الإمبراطوري (أيضًا حارس حياة الإمبراطور أو حارس الحياة، الروسية: лейб-гвардия, leyb-gvardiya ) كانت مهمة الوحدات هي ضمان أمن القيصر ابتداءً من بطرس الأكبر في تسعينيات القرن التاسع عشر. خلال القرن التاسع عشر، لم تكن أفواج الحرس الإمبراطوري الروسي تتكون حصريًا من القوات الروسية، ولكنها شملت أيضًا وحدات ليتوانية وفنلندية وأوكرانية. 
في بداية القرن العشرين، تألف الحرس الإمبراطوري من 13 من المشاة و 4 حامليبنادق و 14 جندياً من فوج الفرسان والمدفعية والمهندسين وموظفي النقل، وكانوا يشكلون كيانا منفصلاً داخل الجيش من ثلاث فرق. خلال هجوم بروسيلوف، تم تزويد الوحدتين الأولى والثانية من الحرس بجزء من الجيش وابتداءً من سبتمبر 1916 عُرفوا باسم "الجيش الخاص''.
في فبراير-مارس 1917 خلال الثورة الروسية، أعلنت الكتائب الاحتياطية للحرس الإمبراطوري المتمركزة في سانت بطرسبرغ انشقاقها عن الإمبراطورية وانضمامها للثورة وقد كان هذا الانشقاق عاملاً رئيسيًا في الإطاحة بالحكومة القيصرية. ثم تفككت بقية وحدات الخدمة التابعة للحرس في الجبهة مع ما تبقى من الجيش الإمبراطوري، حتى تم استبداله رسميًا بالجيش الأحمر الجديد في 28 يناير 1918.